# Мильна піна
Мильна піна (англ. Suds) — американська комедійна мелодрама режисера Джона Френсіса Діллона 1920 року.

## Синопсис
Праля Аманда Аффлік вигадує історію про сорочку, яку віддав у прання Горацій Грінсміт. Вона розповідає своїм товаришкам про те, що сорочка нібито належить її багатому коханому серу Горацію, якого вигнав з фамільного замку його батько. Коли Грінсміт приходить забрати білизну, вона умовляє його підіграти своїм фантазіям. Він погоджується прикинутися її коханим, проте потім, усвідомивши, наскільки жалюгідно виглядає дівчина, залишає Аманду, розбивши райдужні мрії.

## У ролях
- Мері Пікфорд — Аманда Аффлік
- Альберт Остін — Горацій Грінсміт
- Гарольд Гудвін — Бенджамін Піллсбері Джонс
- Роуз Діоне — мадам Жанна Галліфлет Дідьєр
- Дарвін Карр — ерцгерцог
- Джоан Марш — епізодична роль (немає у титрах)
- Гел Вілсон[en] — епізодична роль (немає у титрах)
- Теодор Робертс — епізодична роль (немає у титрах)